# Euxoa atropulverea
Euxoa atropulverea är en fjärilsart som beskrevs av Smith 1900. Euxoa atropulverea ingår i släktet Euxoa och familjen nattflyn. Inga underarter finns listade i Catalogue of Life.